# Bing Maps
（前稱、或），是微軟公司Bing服務中的線上地圖，與NOKIA提供的Here地圖共用地圖資源、介面。它的原名叫做，在微軟推出了後它被改進後更名為並整合到了產品系列中。现在，它作为Bing搜索引擎的一部分提供，并于2009年12月3日发布了一个新的测试版本。

## 一般功能
Bing Maps的工作原理类似Google Maps、Google Earth、Mapquest和Yahoo! Maps，可以逐级地改变地图的比例尺，并提供矢量地图和卫星地图这两种常见的显示模式。Live Search Maps中只有美国地区拥有最详尽的矢量地图和最清晰的卫星地图，其他地区的地图不是很详尽甚至是錯誤的。例如有些國家被誤列為一個地區而非國家。同时，它也提供了驾车服务，不过仅限于北美地区。这些和上述的四种在线地图服务大同小异。

## 特色功能

使用鸟瞰视角观察到的自由女神像

### 鸟瞰视角
Bing Maps最大的特色在于45°鸟瞰（bird's eye）的视角。这是不同于矢量地图和卫星地图的第三种显示模式。使用鸟瞰模式，最大可以查看到20码距离的图片，这和从楼房的5、6层窗外看到的景色差不多。正是这样的特色，使得Bing Maps一经推出便吸引了大眾的注意。目前拥有鸟瞰视角的城市并不是很多，但是微软正在不断地擴充它。
新版的鸟瞰视图已经稍作更改，开始以稍有不同的角度去显示地图，以求更好的显示效果。

在旧金山的唐人街上行驶

### 驾车行驶
其次，Live Search Maps还提供身临其境的驾车行驶服务。目前只有美国的西雅图和旧金山两座城市拥有这一服务。使用该服务，用户可以模拟在马路上开车的情形。

### 3D地圖
美國
Redmond、Beaverton、Portland、Yonkers、Cheektowaga、Niagara、舊金山、San Jose、西雅圖、波士頓、費城、洛杉磯、拉斯維加斯、底特律、鳳凰、休士頓、Baltimore、亞特蘭大、Denver、Dallas-Fort Worth、Buffalo、紐約市、Austin、Cincinnati、Indianapolis、Joliet (Illinois)、Naperville、Cape Coral、Tampa、Savannah、好萊塢（佛羅里達州）、Oceanside（佛羅里達州）及邁阿密。
加拿大
Calgary, Levis-St. Romuald, Niagara、渥太華、Aurora
英國
Brighton, Northampton, Swindon
其他地方
La Jolla, La Mesa, Miramar

## 特色

### 街道地圖
用户可以浏览和搜索全球许多城市的地形阴影街道地图。地图中包含一些内置兴趣点，如地铁站、体育场、医院和其他设施。还可以浏览用户创建的公共兴趣点。搜索范围包括公共收藏、企业或企业类型、地点或人物。有五种街道地图视图可供选择：道路视图、鸟瞰图、街道侧视图和3D视图。

### 衛星圖像
以下是擁有詳細衛星圖像的國家、地區：
- 美國
- 加拿大
- 英國、德國、意大利
- 澳洲
- 紐西蘭
- 日本
- 印度
- 台湾

## 新的测试版本
Bing Maps的新版本现在作为一个测试中的服务向使用者开放。可以通过www.bing.com/maps/explore/ 来进行访问。
以下介绍Bing Maps 新版本的功能。
1. 与Silverlight技术的结合
新版的Bing Maps使用了微软公司的Silverlight技术。这意味着，使用者需要先安装Silverlight插件才能使用Bing Maps的测试版服务。微软公司的研究人员声称这样可以极大地增进Bing Maps的用户体验，比如，缩放地图时可以取得更平滑的效果，同时也使得使用一些更佳的特效成为可能。然而也有人认为，这是微软试图推广Silverlight的行动，并认为微软应该使用HTML 5标准而不是Silverlight来开发这项服务。值得一提的是，关注Windows Live/Bing的一些独立博客对新版Bing Maps使用Silverlight这件事情上给予了很高评价。
2. 界面的更改
新版的Bing Maps在左侧的信息栏上增加了一些内容。包括当地的天气，图片，驾车指南和Photosynch照片。在显示当地信息的界面上，微软也稍作调整。在地图界面上，微软进行了一些小更改。包括简化按钮（现在，Bing Maps在默认情况下会自动更换观看地图的模式：在比例尺较大的情况下，使用卫星照片；在比例尺适中的情况下，使用矢量地图；在比例尺较小的情况下，使用鸟瞰视角。这样就简化了模式切换的按钮），增加街景模式的按钮、导航球和缩放键。
3. 街景模式
微软在新的Bing Maps中增加了街景模式。与Google Maps不同的是，Bing Maps的街景功能的适用范围较为有限。然而，Bing Maps却提供了360度旋转、3D图像等功能。 据称目前只有20个城市支持街景功能。
4. 地图应用
Bing Maps提供了17款地图应用。其中包括Twitter Maps等功能。

### 其他
此外，Bing Maps的特色还有以下几点：
- 详尽的地名：虽然地图很粗略，但是地名却是非常详尽。以中国地区为例，有很多乡镇的名称都被收录其中。
- 可以在地图上显示客户端的计算机在地球的哪一个角落。
- 支持鼠标右键操作。

## 問題
- 空照圖：在台灣等某些地區上空放大後仍然是低解析度的空照圖，且與Google Maps比較，空照圖更新較慢

## 外部連結
- Bing Maps（页面存档备份，存于）
- Live Search Maps 駕車行駛的網站（页面存档备份，存于）